# 後閑信一
後閑 信一（ごかん しんいち、1970年5月2日 - ）は、群馬県前橋市出身の元競輪選手、現在はスポーツ報知専属評論家。日本名輪会会員。日本競輪学校（当時。以下、競輪学校）第65期卒業。現役時の最終所属は日本競輪選手会東京支部、ホームバンクは京王閣競輪場だった。
初出走は1990年4月7日の小倉競輪場。初勝利は同年4月9日（小倉競輪場）。血液型はB型。選手登録番号12172。師匠は新谷隆広。

## 来歴
少年時代、塾からの帰り道に友人と自転車で競走をし、変速器の付いていない自転車に乗って変速器の付いた自転車よりも速く走ったことに快感を覚え、周囲の勧めもあり競輪選手を志すようになる。前橋育英高等学校在学中より自転車競技を行っており、1988年の京都国体でスプリント競技に優勝するなど数々の実績を上げ、競輪学校に65期生として技能免除で入学。卒業後は前橋競輪場を本拠地とする群馬の選手としてデビューすると、吉岡稔真らが名を連ねる強豪揃いの同期の中でも実力を発揮し、KEIRINグランプリ'96・KEIRINグランプリ'97とGP連続出場も果たした。1996年と2001年に2回共同通信社杯競輪を優勝したが、長い間GIだけは優勝できず不思議がられていた。
2つのGIタイトル獲得
2005年の第46回競輪祭朝日新聞社杯争奪競輪王決定戦において、盟友・神山雄一郎の助けを借りる形で優勝し、初のGIタイトル獲得を成し遂げた。その年のKEIRINグランプリ05（8年ぶり3回目の出場）では優勝賞金1億円に目もくれず、武田豊樹 - 神山雄一郎の3番手につけ、神山に恩を返す形で関東ラインの援護射撃に徹する雰囲気であったが、結果は小嶋敬二の捲りを阻止するなどしたものの、自身が2着入線して賞金2千万円を獲得し、しかもゴール直後に優勝を確信して手を挙げてしまうというオチがついた。
2006年は地元開催の寬仁親王牌にて後輩・手島慶介の力を借りてGI2勝目を果たし、堂々と2年連続でKEIRINグランプリ06に出場したが、このレースでは手島への追走に失敗してしまい、 前年の不名誉を晴らすことはできなかった。
東京移籍・43歳でGIオールスター優勝
2007年10月11日付で群馬から東京に移籍。この時は『家族の生活』を理由としていたが、後に長女を都内の学校へ進学させるためだったと公表した。なお、その長女である百合亜は競輪学校女子第1期生入学試験に合格し、2012年7月よりガールズケイリン選手としてデビューした（2015年12月15日引退）。ただし同県であった稲村成浩との確執は古くから一部で根強く囁かれており、移籍直前の頃には同一レースに登場してもラインを組まず別線で挑んだり、時には番手を競り合うなど不和が事実上公然化した事もあり、この事も移籍の一因であるとする説もある。
移籍してからの本拠地である京王閣競輪場での記念競輪には強く、2009年から3連覇を達成している。
そして、京王閣初めての特別競輪となった2013年のオールスター競輪では最終バックから自力で捲り上げ、ゴール寸前で逃げ粘る新田祐大を捉えて交わし、7年ぶりのGI優勝を果たし、長い低迷からの完全復活を遂げた。43歳4か月15日での優勝は、大会最年長記録（2002年・松本整の43歳4か月3日）に匹敵するものだった。そして、史上2番目の年長となるGI優勝記録保持者（最高齢は松本整で2004年・高松宮記念杯の45歳）となった。また、40代以上の選手で「自力の決まり手」でG1を優勝したのも史上初である。この優勝で自身初となる2014年のS級S班格付けも決定させた。
2017年12月27日、直前の一部スポーツ紙の報道通り、選手会東京支部がある京王閣競輪場で退会届を提出した。晩年は落車による負傷が相次ぎ満足いく結果を残せなかったことで、「気持ちがついていかなくなってきた」ことを理由に引退を決意。最後の優勝は2017年5月19日の大宮FIで、最後の出走は11月10日の平FI2日目準決勝（7着）となった。
2018年1月2日に京王閣競輪場で、6日に立川競輪場で、14日に前橋競輪場で、それぞれ引退セレモニーが行われた。
2018年1月9日、選手登録消除。通算2158戦551勝、優勝79回（うちGI3回）。
現役引退後
2018年1月末に報知新聞社と契約し、スポーツ報知の専属評論家となった。3月1日、日本名輪会に入会。また、同年よりKドリームス『本気の競輪TV』の解説者にも就任していたが，2024年10月に専属契約を解除。
2019年、山口幸二からの誘いを受け、名古屋競輪場での第62回オールスター競輪4日目第5レース終了後に行われたエキシビションレース「KEIRINレジェンドエキシビションⅡ」に参戦。約2年ぶりにバンクを疾走し、捲ってきた競輪学校同期の吉岡稔真を振り切り優勝を飾った。翌2020年も、同じく名古屋競輪場で行われた第63回オールスター競輪4日目第5レース終了後に開催された「KEIRINレジェンドエキシビションⅢ」に参戦した。
2021年4月、調布市に新型コロナウイルス感染症対策基金として30万円を寄付。
2021年5月2日、51歳の誕生日を機に、YouTubeチャンネル「後閑信一チャンネル」を開設。6月22日、群馬県吾妻郡中之条町の観光大使に就任。

## 主な獲得タイトル
- 2005年 - 競輪祭朝日新聞社杯争奪競輪王決定戦（小倉競輪場）
- 2006年 - 寬仁親王牌・世界選手権記念トーナメント（前橋競輪場）
- 2013年 - オールスター競輪（京王閣競輪場）

## 競走スタイル
デビューから暫くは先行（いわゆる「機関車」）であったが、晩年はレース展開によっては自力で捲りを放つこともありながらも追込（いわゆる「マーク屋」）を主体とした。追込としては、自分の前で先行する選手の援護のために動き回ることで位置の主張において競輪道を重視した人物でもあり、特に神山雄一郎との連係は有名で、過去幾度と無く結果を問わずお互いがお互いのためのレースを行なった事でも知られる。
現役時代は競輪界を代表する追込選手の一人であったが、群馬時代にはレースで同乗した同県・同地区の選手から挑戦を受けることが度々あり、施行者側も、意図的に同じレースへ同乗させることは見られなくなっていた。
40代を迎えた頃から、一時期流行した4倍を超える大ギアを駆使して自力で動く競走を増やし、時には先行も見せるなど、トップクラスのベテランとしては過去にほとんど例のない競走スタイルの変化を見せた。実際に、地元での優勝を果たした第56回オールスター競輪でも決勝戦の決まり手は4.33の大ギアを駆使した『捲り』であった。

## エピソード
- プロレスラー・蝶野正洋のファンである[27]。

- 京王閣競輪場の実況アナである岩井憲一が、2007年6月に同競輪場で開催された国際競輪において、同レースに参加していた世界王者のテオ・ボスの「ボス」という名前をもじって、後閑のことを『ジャパニーズ・ボス』と呼んだ。このことがあってからボスというあだ名が定着した。

- 引退後の2018年2月、『坂上忍の勝たせてあげたいTV〜第33回読売新聞社杯全日本選抜競輪〜』に出演[28]。その番組のロケでは、現役時代に愛用していたタイヤ締め用のレンチ（握りにくくすることで力が加減できるという、持ち手が細い特注品）を村上義弘に託した[29]。
- YouTubeチャンネル、けいりんマルシェでの企画『現役を退いたばかりの元競輪選手の予想は当たるのか？』において、自ら予想し人生初の車券を購入。2785.6倍の超高配当を的中させる。

## 受賞歴
- 特別敢闘選手賞（3回） - H8年、H17年、H25年[30]